# Iga Mako
Iga Mako (伊賀 まこ (Y-Hạ Ưu-Tâm) 11 tháng 11 năm 1997 –) là một nữ diễn viên khiêu dâm và người mẫu khỏa thân người Nhật Bản. Cô thuộc về công ti Prime Agency.

## Sự nghiệp
Cô đã có ý định làm nữ diễn viên khiêu dâm từ lâu và đã ra mắt ngành vào tháng 3/2019. Cô bắt đầu có ý định đó khi cô tìm hiểu về phim khiêm dâm thông qua lịch sử trình duyệt trên máy tính bố cô từ khi học cấp hai. Tên diễn của cô bao gồm họ được lấy từ nhân vật ninja Iga trong bộ truyện tranh cô yêu thích Basilisk, và cái tên Mako được lấy cảm hứng từ một nhân vật trong Siêu đại chiến, bộ phim yêu thích của cô.
Trước khi vào ngành, cô làm việc với tư cách người mẫu khỏa thân cho số ngày 11/1/2019 trong dự án "loạt chương trình cởi quần áo đầu tiên" của tạp chí "Post hàng tuần" của Shogakukan.
Cô có thân hình mảnh mai và nặng 40 kg trước khi đóng phim ra mắt ngành, nhưng vì xương ức của cô nhô ra khiến cô trông đáng thương hơn, cô đã tăng cân nặng của bản thân lên 42 kg bằng cách ăn 5 bữa một ngày. Mục tiêu cuối cùng của cô là 45 kg, và cô đã ngừng chế độ này vì tăng cân quá mức.
Vào thời điểm ra mắt ngành, cô có các đặc điểm trong sáng và ngây thơ bên ngoài, nhưng điều đó đã thay đổi trong phim năm 2021 của cô "Phim tài liệu kỉ niệm 2 năm vào ngành đã làm nữ diễn viên khiêu dâm Iga Mako khỏa thân!" (AV女優‘伊賀まこ’を丸裸にするデビュー2周年ドキュメント!).
Từ khi vào ngành, cô là nữ diễn viên độc quyền của S1, nhưng từ tháng 11/2021 cô sẽ chuyển tư cách độc quyền sang Attackers.
1/3/2022, cô nghỉ việc với một bộ phim khiêu dâm tự quay.

## Đời tư
Người cô luôn hướng tới là Sonoda Mion, người cô đã gặp trong chương trình "Tình yêu đó, mua bằng tiền" (その愛、お金で買いました). Ngoài ra, cô còn yêu thích Jeanne d'Arc.
Quan hệ tình dục trong riêng tư đối với cô là bình thường. Trên thực tế cô là một otaku, nhưng cô là một gyaru khi cô còn là học sinh.
Cô đã nói nhưng câu như "Gợi cảm là điều bạn không thể làm ngay cả khi bạn hiểu rõ về nó" và "Gợi cảm không phải là hàm lý" trong cuộc phỏng vấn với FANZA.
Lần đầu tiên quan hệ tình dục của cô là vào năm 19 tuổi và đẫm máu như một hiện trường giết người. Ban đầu, vùng dưới hông của cô có lông, nhưng nó đã bị cạo sạch sau khi cô khám phụ khoa. Sau đó, cô đã thực hiện loại bỏ lông bằng laser và sau đó lông không mọc lại nữa. Cơ quan sinh dục của cô có màu như giăm bông mới làm, có kích cỡ phình to và nhạy cảm với độ ẩm thay đổi tùy thời điểm. Trong khi làm việc cho S1, lông mu của cô đã được cạo liên tục, nhưng từ khi chuyển sang Attackers, một lượng nhỏ lông mu đã mọc.
Từ góc nhìn của những người đam mê phim khiêu dâm, Yoshimura Taku được đề cử để làm nam diễn viên cho phim ra mắt ngành của cô.